# Basílica de Sant Nicolau (Bari)

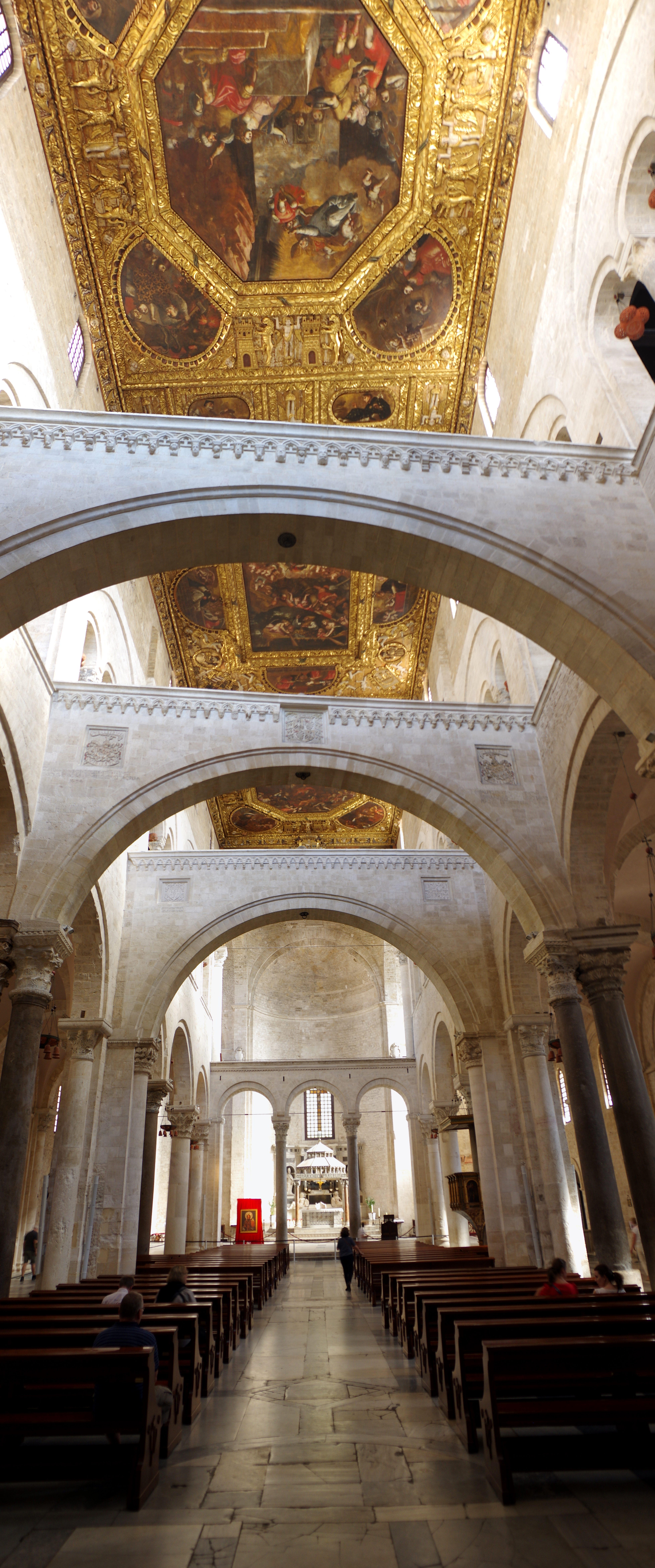
Interior de la basílica

La basílica de Sant Nicolau (en barés: Chiìse de Sanda Necole) és una basílica menor catòlica italiana situada a Bari (Pulla) que pertany a la jurisdicció de l'arxidiòcesi de Bari-Bitonto. Té el títol de basílica menor des de temps immemorials, i és un lloc de peregrinació d'italians i ortodoxos de l'Europa Oriental.

## Història
Es va construir entre 1087 i 1197 durant el domini italonormand de la Pulla a la zona que abans era el catepanat romà d'Orient amb seu a Bari. La seua fundació es deu al robatori de les relíquies de sant Nicolau del santuari original de Mira, en el que hui és Turquia: quan Mira fou presa pels sarraïns, traslladaren les relíquies del sant en un indret més acollidor. Segons la llegenda, el sant passà per Bari en el seu camí cap a Roma i va escollir la ciutat com el lloc on volia ser enterrat. Després que Bari i Venècia rivalitzaren per les relíquies, la primera ciutat se'n va fer càrrec malgrat la vigilància dels grecs i els seus mestres musulmans; i el 9 de maig de 1087, arribaren a Bari. S'hi construí una nova església per albergar les restes de Nicolau i Urbà II en consagrà la cripta al 1089. En acabant, l'edifici fou consagrat oficialment al 1197.

## Basílica papal
Al 1951 el Vaticà encomana a l'Orde de Predicadors l'atenció pastoral del temple que, al 1968 fou ascendit a la categoria de basílica papal.